# 에티올
에티올(프랑스어: Étiolles)은 프랑스 에손주의 코뮌이다. 파리에서 남동쪽으로 약 27 km 떨어져 있다. 인구는 2021년 기준으로 3,086명이다.
퐁파두르 부인이 살았던 곳이기도 하다.

## 인구
| 연도        | 인구  | ±% p.a. |
| ----------- | ----- | ------- |
| 1968        | 1,208 | —       |
| 1975        | 1,530 | +3.43%  |
| 1982        | 1,570 | +0.37%  |
| 1990        | 2,107 | +3.75%  |
| 1999        | 2,548 | +2.13%  |
| 2007        | 3,040 | +2.23%  |
| 2012        | 3,135 | +0.62%  |
| 2017        | 3,161 | +0.17%  |
| 출처: INSEE |       |         |

## 같이 보기
- 에손주의 코뮌 목록